# Bataillon du Pool
Le bataillon du Pool est une unité militaire française de la Seconde Guerre mondiale. Il combat avec les Forces françaises libres.

## Création et différentes dénominations
- 16 octobre 1940 : création du bataillon du Pool par dédoublement du Bataillon de tirailleurs du Moyen-Congo
- 1er janvier 1943 : regroupement dans le Bataillon de tirailleurs du Moyen-Congo

## Historique
Le bataillon du Pool est créé le 16 octobre 1940 après dissolution du Bataillon du Moyen-Congo, qui donne en même temps naissance au Bataillon du point-d'appui de Pointe-Noire,. Deux compagnies du bataillon sont engagés avec la colonne du commandant Parant dans la campagne du Gabon.
Après la campagne, le bataillon retourne à sa garnison et devient unité de réserve pour la formation de nouveaux renforts pour les Forces françaises libres, notamment le bataillon de marche n° 6 en janvier 1942. Il fusionne le 1er janvier 1943 avec le Bataillon de tirailleurs sénégalais du Gabon dans le Bataillon de tirailleurs du Moyen-Congo.

## Personnalités ayant servi au bataillon
Unité combattante de la France libre, le bataillon a compté dans ses rangs quatre compagnons de la Libération :
- Michel Abalan (1920-2000),

- François Fouquat (1922-1944),
- Dominique Kosseyo (1919-1994),
- Hippolyte Piozin (1913-1994).